# ماري جاكسون
ماري جاكسون (بالإنجليزية: Mary Jackson)‏ (و. 1921 – 2005 م) هي رياضياتية، ومهندسة فضاء جوي، وعَالِمَة حاسوب أمريكية، ولدت في هامبتون. عملت في مجتمع علماء الرياضيات ومهندسي الفضاء الوطني «ناسا», والذي تحول لاحقا إلى وكالة ناسا في العام 1958. كما عملت في مركز لانجلي للأبحاث في هامبتون، فيرجينيا لأغلب مسيرتها العلمية. وعملت أيضا في قسم الحاسوب للمنطقة الغربية من الوكالة. حيث درست الهندسة المتقدمة لتصبح أول مهندسة سوداء البشرة في وكالة ناسا عام 1958.
بعد 34 سنة من العمل في ناسا حصلت على أعلى لقب قدم لدى الوكالة. وكان عليها أن تصبح مشرفة للحصول على ترقية أخرى. أصبحت مديرة للبرنامج الفيدرالي النسائي ضمن برنامج الفرص المتكافئة لدى الوكالة، وكذلك مديرة لبرنامج العمل الإيجابي. عملت على دعم النساء في الوكالة خصوصا في أقسام الهندسة والرياضيات والعلوم. صدر كتاب بعنوان «الرموز الخفية: الحلم الأمريكي والقصة الغير مروية للنساء السوداوات اللاتي ساهمن في الفوز بسباق الفضاء» يحكي قصتها. كما صدر فيلم يحمل نفس العنوان عام 2016. وتظهر شخصيتها في الفيلم كواحدة من ثلاث شخصيات رئيسية.
في 2019، مُنحت ماري جاكسون، ميدالية الكونجرس الذهبية. وفي 2020، أطلقت ناسا اسم ماري جاكسون على مقرها الوكالة في واشنطن.

## حياتها

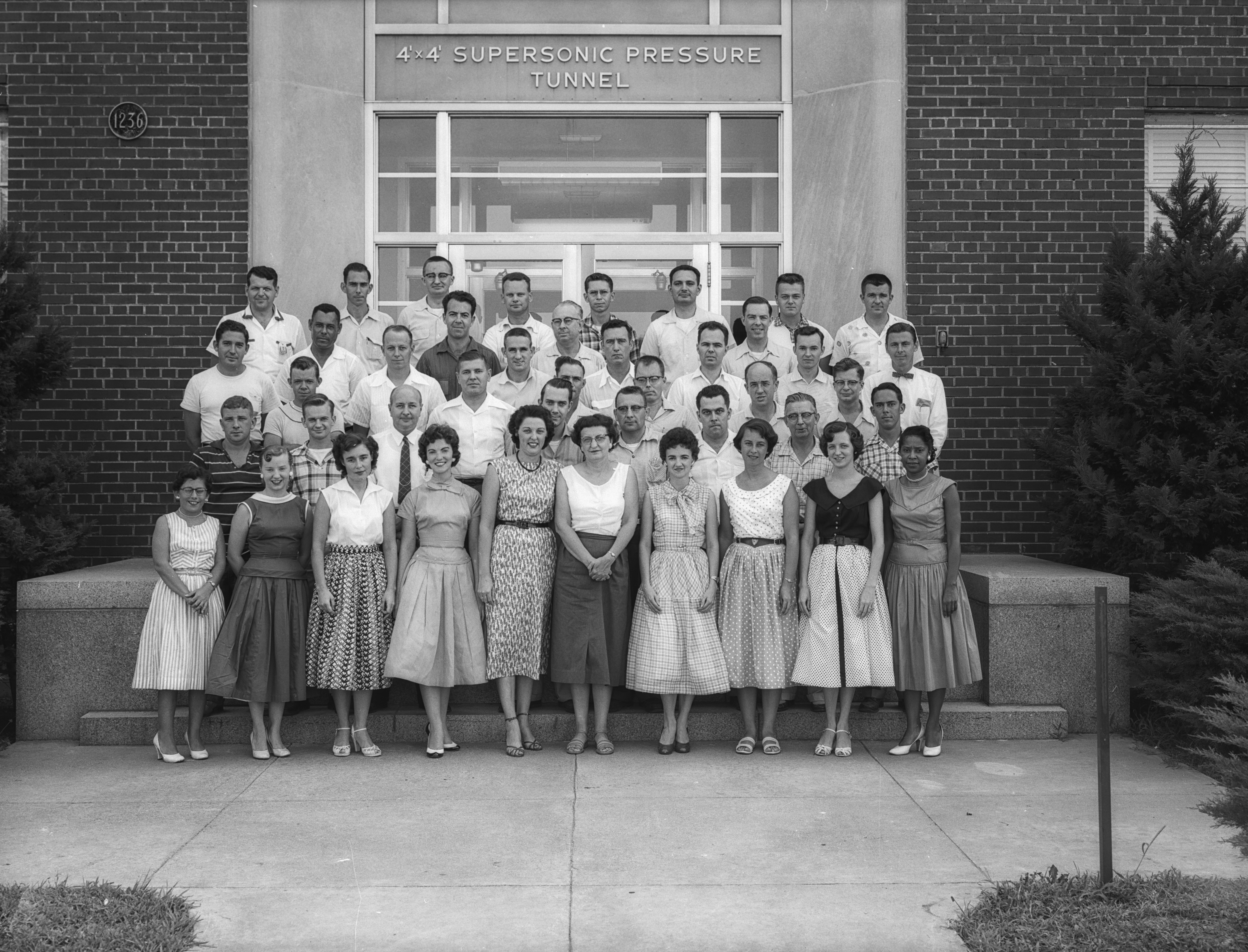
تظهر ماري جاكسون في هذه الصورة كأول شخص في الجانب الأيمن من الصف الأمامي.

ولدت في 9نيسان من العام 1921. والدتها إيلا (الاسم قبل الزواج: سكوت) ووالدها فرانك ونستون. وترعرت في هامبتون، فيرجينيا. تخرجت من مدرسة جورج ب. فينيكس لذوي البشرة السوداء بدرجات ممتازة. ثم حصلت على درجة البكالوريوس في الرياضيات وعلوم الفيزياء من جامعة هامبتون عام 1942.
كانت عضوة في جماعة ألفا-كابا-ألفا خلال سنواتها الجامعية. عملت لأكثر من ثلاثين سنة كرئيسة لفرقة الفتيات وساعدت أطفال مجتمعها من الأصول الأفريقية ببناء قناة تهوية لاختبار سرعة الطائرات. تزوجت من ليفي جاكسون وأنجبت طفلين وهما ليفي جاكسون جونيور وكارولين ماري لويس. توفيت في 11 شباط من العام 2005 بعمر 83 سنة.

## عملها
بعد تخرجها درست الرياضيات لمدة سنة في مدرسة كالغرين كاونتي المخصصة لأصحاب البشرة السوداء في ماريلاند. في ذلك الوقت كانت المدارس ما تزال مقسمة بحسب الأعراق في الجنوب. بعد ذلك بدأت الإشراف على طلاب المدارس والجامعات وهو عمل استمرت به طوال حياتها. عام 1943 عادت إلى هامبتون وعملت كمحاسبة في مركز المجتمع الكاثوليكي الوطني. كما عملت في الاستقبال وكموظفة في قسم الصحة ضمن مؤسسة هامبتون. لكنها عادت إلى منزلها لولادة إينها الأول. ثم عينت موظفة في مكتب القوات الميدانية في فورت-مونرو عام 1951.
عام 1951 عينت «ناكا»، والذي تحول لاحقا إلى وكالة ناسا عام 1958. بدأت عملها كباحثة في الرياضيات والحاسوب في مركز أبحاث لانجلي في هامبتون، فيرجينيا. ثم عملت تحت قيادة دوروثي فاوغان في قسم الحاسوب للمنطقة الغربية. عام 1953 بدأت العمل مع المهندس كازيمير تشارنيكي في مشروع«قناة التهوية الأسرع من الصوت». حيث أستعملت قناة تهوية بقياس 4*4 أقدام وقوة 60 الف حصان لدراسة تصميم لتوليد الرياح بضعف سرعة الصوت. شجعها تشارنيكي على التدرب لتصبح مهندسة. ولفعل ذلك كان عليها دراسة صفوف في الرياضيات والفيزياء ضمن برنامج مسائي لدى جامعة فيرجينيا.
عقدت صفوف البرنامج في مدرسة هامبتون الثانوية المخصصة لأصحاب البشرة البيضاء. لذا كان عليها تقديم طلب لمجلس المدينة ليتم السماح لها بالانضمام للبرنامج. بعد إكمالها الدراسة أصبحت أول مهندسة سوداء البشرة في وكالة ناسا وذلك في عام 1958. عملت على تحليل معلومات من تجارب الونتنل وبرنامج طيران واقعية في قسم ديناميكية الهواء النظرية ضمن عملها في لانجلي. كان هدفها من العمل هو فهم تيارات الهواء بما في ذلك قوى الدفع والسحب الخاصة بتطوير الطائرات الأميركية. عملت كمهندسة في عدة أقسام وهي: قسم أبحاث الانضغاط وقسم الأبحاث كاملة النطاق وقسم ديناميكية الهواء بالسرعة العليا وقسم ديناميكية الهواء فوق الصوتية ودون الصوتية.
ألفت وساهمت في كتابة 12 ورقة تقنية لوكالتي ناكا وناسا. كما عملت على مساعدة النساء والأقليات الأخرى من أجل التقدم في عملهم بما في ذلك تقديم النصح والمساعدة في الدراسة للحصول على الترقيات. عام 1979 حصلت على أعلى لقب قدم في قسم الهندسة لذا قررت أن تخدم كمديرة في قصم الفرص المتكافئة.
بعد التدريب في مركز ناسا عادت إلى لانجلي وعملت على إحداث تغيير لصالح النساء والاقليات. حيث عملت كمديرة لبرنامج النساء الفيدرالي ضمن مكتب الفرص المتكافئة. وكمديرة لبرنامج العمل الإيجابي. عملت بجهد من أجل تحسين فرص النساء في أقسام العلوم والهندسة والريضيات لدى وكالة ناسا. واستمرت بعملها لدى ناسا حتى تقاعدها عام 1985.

## إرثها العلمي
تروى قصة مساهمة ماري جاكسون في عمل وكالة ناسا في فيلم «الرموز الخفية». إضافة لعمل كل من كاثرين جونسون ودوروثي فوغان. وتحديدا عمل النساء الثلاثة في مشروع ميركوري خلال فترة السباق للسفر إلى الفضاء (أو سباق الفضاء كما يعرف). وقد بني الفيلم على كتاب يحمل نفس العنوان من تأليف مارغوت لي شيتيري. وقد مثلت جانيل موناي شخصية جاكسون.
عام 2018 صوت مجلس مدرسة سالت-ليك الابتدائية على تسمية المدرسة باسمها بعد أن كانت تحمل اسم الرئيس السابق أندرو جاكسون.